# Buque Lebu
El buque “Lebu” fue utilizado por la Armada de Chile como centro de detención y tortura desde septiembre de 1973 hasta 1974. 

## Vida operativa
El buque Lebu, pertenecía a la compañía de transporte marítimo Cía. Sudamericana de Vapores, pero fue expropiado por la Armada el 15 de septiembre de 1973, para reemplazar al buque Maipo, que había zarpado con rumbo al campo de concentración Pisagua, trasportando presos políticos.

## Violaciones a los DD.HH.
La Cruz Roja Internacional, después de su visita al buque el 1º de octubre de 1973, confirmó los hechos denunciando el aislamiento del exterior en que se encontraban los detenidos por ignorar su familia su permanencia allí; la regular calidad e insuficiencia de la comida; y, en general, las pésimas condiciones de detención. De acuerdo con la información otorgada por la Cruz Roja Internacional, en noviembre de 1973, había alrededor de 324 presos políticos en el Lebu.

### Informe Rettig
El Informe Rettig informa que : “en estos barcos, algunos prisioneros estuvieron en camarotes, aunque la gran mayoría permaneció en sus bodegas, en condiciones de gran hacinamiento y total falta de higiene y servicios mínimos”. 
Por los antecedentes que se han recogido se puede concluir que por el buque Lebu debieron pasar unos 1000 detenidos, con permanencia variable en el buque que iban desde unos días hasta varios meses.

### Desaparición de prisioneros
Siempre se ha hablado de que los cuerpos de los prisioneros no sólo fueron arrojados al mar desde helicópteros del Comando de Aviación del Ejército, como está comprobado en la investigación del juez Juan Guzmán en el proceso por la muerte de Marta Ugarte, sino que también fueron lanzados desde algún barco y su obra se atribuye a la Armada.